# Северо-Западный Китай

Северо-Западный Китай на схеме Китая.

Северо-Западный Китай (кит. 西北, палл. Сибэй) — географическая область Китая. 
Северо-Западный Китай граничил с Российской империей и Союзом ССР, и сейчас включает в себя автономные районы Синьцзян и Нинся, а также провинции Шэньси, Ганьсу и Цинхай.

## Административно-территориальное деление

### Провинции
| Имя    | Китайский (S) | Пиньинь | Сокращение         | Столица  | Китайский | Пиньинь | Список уездных подразделений |
| ------ | ------------- | ------- | ------------------ | -------- | --------- | ------- | ---------------------------- |
| Ганьсу | 甘肃          | Gānsù   | 甘 gān или 陇 lǒng | Ланьчжоу | 兰州      | Lánzhōu | Список уездных подразделений |
| Цинхай | 青海          | Qīnghǎi | 青 qīng            | Синин    | 西宁      | Xīníng  | Список уездных подразделений |
| Шэньси | 陕西          | Shǎnxī  | 陕 shǎn или 秦 qín | Сиань    | 西安      | Xī'ān   | Список уездных подразделений |

### Автономные области
| Имя      | Китайский (упр.) | Пиньинь  | Местное название              | Сокращение | Столица  | Китайский | Пиньинь  | Местное название | Список уездных подразделений |
| -------- | ---------------- | -------- | ----------------------------- | ---------- | -------- | --------- | -------- | ---------------- | ---------------------------- |
| Нинся    | 宁夏             | Níngxià  | نٍ شيَا خُوِ ذُوْ ذِ جِ ثُوْ            | 宁 níng    | Иньчуань | 银川      | Yínchuān | ىٍ ﭼُﻮًا            | Список уездных подразделений |
| Синьцзян | 新疆             | Xīnjiāng | شىنجاڭ ئۇيغۇر ئاپتونوم رايونى | 新 xīn     | Урумчи   | 烏魯木齊  | Wūlǔmùqí | ئۈرۈمچى شەھەرى   | Список уездных подразделений |

## Внешний Северо-Западный Китай
Внешний Северо-Западный Китай  (кит. 外西北, пиньинь Wài Xīběi) — термин, используемый для описания территорий, переданных Империей Цин Российской империи по Пекинскому трактату, договору об Илийском крае и по другим так называемым неравным договорам. Территории — бывшие части западного Синьцзяна и северной Внешней Монголии. Исторически, внешний Северо-Западный Китай был частью Джунгарии, но был получен Маньчжурами после того как они нанесли поражение Джунгарам в XVIII веке.
После распада СССР, территории были разделены между четырьмя преемниками Советского Союза: Казахстаном, Киргизстаном, Таджикистаном и Россией.